# Waltonville (Illinois)
Waltonville es una villa ubicada en el condado de Jefferson en el estado estadounidense de Illinois. En el Censo de 2010 tenía una población de 434 habitantes y una densidad poblacional de 139,18 personas por km².

## Geografía
Waltonville se encuentra ubicada en las coordenadas 38°13′6″N 89°2′6″O / 38.21833, -89.03500. Según la Oficina del Censo de los Estados Unidos, Waltonville tiene una superficie total de 3.12 km², de la cual 3.06 km² corresponden a tierra firme y (1.74%) 0.05 km² es agua.

## Demografía
Según el censo de 2010, había 434 personas residiendo en Waltonville. La densidad de población era de 139,18 hab./km². De los 434 habitantes, Waltonville estaba compuesto por el 98.62% blancos, el 0.46% eran afroamericanos, el 0.46% eran amerindios, el 0% eran asiáticos, el 0% eran isleños del Pacífico, el 0.46% eran de otras razas y el 0% pertenecían a dos o más razas. Del total de la población el 0.69% eran hispanos o latinos de cualquier raza.